# Pupilla obliquicosta
Pupilla obliquicosta foi uma espécie de gastrópodes da família Pupillidae.
Foi endémica da Santa Helena (território).